# Alexander Hale Smith
Alexander Hale Smith (ur. 1838 – zm. 1909) – był trzecim z synów Józefa Smitha, Jr. i Emmy Hale Smith, którzy przeżyli. Urodził się w Far West, w stanie Missouri. Razem z całą rodziną Józefa Smitha, nie przyłączył się on do żadnego odłamu Świętych, a po 1860 r. stał się starszym przywódcą w Zreorganizowanym Kościele Jezusa Chrystusa Świętych w Dniach Ostatnich (obecnie: Społeczności Chrystusa). Alexander służył przez wiele lat jako apostoł, członek Pierwszego Prezydium i Przewodniczący Patriarcha Kościoła.